# Андома (протока)
Андома — протока в России, протекает по территории Андомского сельского поселения Вытегорского района Вологодской области. Длина ручья — 14 км.

## Физико-географическая характеристика
Отсоединяется от реки Андомы справа в 14 км от устья и впадает в 1,7 км по правому берегу от устья в реку Андому, впадающую, в свою очередь, в Онежское озеро.
Имеет правый приток — реку Ялегу.
Код объекта в государственном водном реестре — 01040100612002000017461.